# Campionati del mondo di triathlon del 2013
I campionati del mondo di triathlon del 2013 sono consistiti in una serie di sette gare di Campionati del mondo che hanno condotto alla Gran Finale di Londra, (Regno Unito) nel mese di settembre del 2013.
La serie è stata organizzata sotto il patrocinio dell'Associazione che gestisce il trathlon a livello mondiale - la International Triathlon Union (ITU).
La serie di gare dei Campionati del mondo ha toccato Auckland, San Diego, Yokohama per poi raggiungere Madrid, Kitzbühel, Amburgo, Stoccolma, e Londra. La stessa serie include una gara su distanza sprint e sette su distanza olimpica.
La Gran Finale di Londra comprende anche i Campionati del Mondo Under 23, Junior, divisione Paratriathlon, decisi in un'unica gara.
Gli atleti élite, uomini e donne, sono stati incoronati sulla base del punteggio finale attribuito dalla serie di gare dei campionati del mondo.
Tra gli uomini ha vinto per la terza volta il titolo di campione del mondo lo spagnolo Javier Gómez, mentre la gara femminile è andata alla britannica Non Stanford.
La gara Under 23 è andata al transalpino Pierre Le Corre e all'australiana Charlotte Mcshane.
Tra gli juniores, il francese Dorian Coninx e la statunitense Tamara Gorman hanno conseguito l'alloro mondiale.

## Gli eventi della serie
Per il quinto anno i campionati del mondo di triathlon prevedono la formula delle series. I sette eventi, propedeutici alla Gran Finale, si sono tenuti in quattro diversi continenti, in particolare nelle località precedentemente utilizzate con successo nelle gare di coppa del mondo.
La località olimpica precedentemente interessata dalle gare della serie è Londra.
| Data            | Località                         | Tipo        |
| --------------- | -------------------------------- | ----------- |
| 6-7 aprile      | Auckland, Nuova Zelanda          | Evento      |
| 19-20 aprile    | San Diego, Stati Uniti d'America | Evento      |
| 11-12 maggio    | Yokohama, Giappone               | Evento      |
| 1-2 giugno      | Madrid, Spagna                   | Evento      |
| 6 luglio        | Kitzbühel, Austria               | Evento      |
| 20-21 luglio    | Amburgo, Germania                | Sprint      |
| 24-25 agosto    | Stoccolma, Svezia                | Evento      |
| 14-15 settembre | Londra, Regno Unito              | Gran Finale |

## Risultati

### Classifica generale Campionati del mondo 2013

#### Élite Uomini
| Pos. | Nome              | Paese       | Punti |
| ---- | ----------------- | ----------- | ----- |
|      | Javier Gómez      | Spagna      | 4.220 |
|      | Jonathan Brownlee | Regno Unito | 4.195 |
|      | Mario Mola        | Spagna      | 3.726 |
| 4    | Alistair Brownlee | Regno Unito | 3.140 |
| 5    | Richard Murray    | Sudafrica   | 2.937 |
| 6    | João Silva        | Portogallo  | 2.795 |
| 7    | Laurent Vidal     | Francia     | 2.680 |
| 8    | Sven Riederer     | Svizzera    | 2.494 |
| 9    | Dmitry Polyanski  | Russia      | 2.407 |
| 10   | Vincent Luis      | Francia     | 2.243 |

#### Élite donne
| Pos. | Nome            | Paese         | Punti |
| ---- | --------------- | ------------- | ----- |
|      | Non Stanford    | Regno Unito   | 4.220 |
|      | Jodie Stimpson  | Regno Unito   | 3.805 |
|      | Anne Haug       | Germania      | 3.110 |
| 4    | Gwen Jorgensen  | Stati Uniti   | 3.033 |
| 5    | Andrea Hewitt   | Nuova Zelanda | 3.004 |
| 6    | Emma Moffatt    | Australia     | 2.906 |
| 7    | Ashleigh Gentle | Australia     | 2.720 |
| 8    | Aileen Reid     | Irlanda       | 2.681 |
| 9    | Sarah Groff     | Stati Uniti   | 2.295 |
| 10   | Alice Betto     | Italia        | 2.270 |

### Risultati Gran Finale
La Gran Finale dei Campionati mondiali di triathlon del 2013 si è tenuta a Londra, Regno Unito nei giorni 11-15 settembre 2013.

#### Élite uomini
| Pos. | Nome                        | Paese       | Nuoto    | Bici     | Corsa    | Totale   |
| ---- | --------------------------- | ----------- | -------- | -------- | -------- | -------- |
|      | Francisco Javier Gómez Noya | Spagna      | 00:17:23 | 01:00:11 | 00:29:34 | 01:48:16 |
|      | Jonathan Brownlee           | Regno Unito | 00:17:10 | 01:00:20 | 00:29:36 | 01:48:17 |
|      | Mario Mola                  | Spagna      | 00:18:05 | 01:00:03 | 00:29:46 | 01:49:10 |

Classifica completa

#### Élite donne
| Pos. | Nome         | Paese       | Nuoto    | Bici     | Corsa    | Totale   |
| ---- | ------------ | ----------- | -------- | -------- | -------- | -------- |
|      | Non Stanford | Regno Unito | 00:19:00 | 01:08:08 | 00:00:31 | 02:01:32 |
|      | Aileen Reid  | Irlanda     | 00:18:55 | 01:08:04 | 00:00:35 | 02:01:57 |
|      | Emma Moffatt | Australia   | 00:18:43 | 01:08:24 | 00:00:32 | 02:02:00 |

Classifica completa

#### Junior uomini
| Pos. | Nome          | Paese       | Nuoto    | Bici     | Corsa    | Totale   |
| ---- | ------------- | ----------- | -------- | -------- | -------- | -------- |
|      | Dorian Coninx | Francia     | 00:08:34 | 00:27:18 | 00:14:52 | 00:51:57 |
|      | Marc Austin   | Regno Unito | 00:08:42 | 00:27:09 | 00:14:56 | 00:52:00 |
|      | Grant Sheldon | Regno Unito | 00:08:43 | 00:27:11 | 00:14:52 | 00:52:01 |

Classifica completa

#### Junior donne
| Pos. | Nome                 | Paese       | Nuoto    | Bici     | Corsa    | Totale   |
| ---- | -------------------- | ----------- | -------- | -------- | -------- | -------- |
|      | Tamara Gorman        | Stati Uniti | 00:09:18 | 00:29:28 | 00:17:00 | 00:57:08 |
|      | Georgia Taylor-brown | Regno Unito | 00:09:23 | 00:29:24 | 00:17:19 | 00:57:31 |
|      | Laura Lindemann      | Germania    | 00:09:18 | 00:29:28 | 00:17:26 | 00:57:34 |

Classifica completa

#### Under 23 uomini
| Pos. | Nome            | Paese     | Nuoto    | Bici     | Corsa    | Totale   |
| ---- | --------------- | --------- | -------- | -------- | -------- | -------- |
|      | Pierre Le Corre | Francia   | 00:17:21 | 00:53:39 | 00:30:38 | 01:42:47 |
|      | Fernando Alarza | Spagna    | 00:17:17 | 00:53:39 | 00:30:42 | 01:42:51 |
|      | Declan Wilson   | Australia | 00:17:36 | 00:53:26 | 00:30:47 | 01:42:55 |

Classifica completa

#### Under 23 donne
| Pos. | Nome              | Paese     | Nuoto    | Bici     | Corsa    | Totale   |
| ---- | ----------------- | --------- | -------- | -------- | -------- | -------- |
|      | Charlotte Mcshane | Australia | 00:19:20 | 01:00:19 | 00:34:40 | 01:55:38 |
|      | Ellen Pennock     | Canada    | 00:18:38 | 01:00:54 | 00:34:39 | 01:55:39 |
|      | Amelie Kretz      | Canada    | 00:19:20 | 01:00:26 | 00:34:41 | 01:55:41 |

Classifica completa

### Risultati Serie 1 - Auckland

#### Élite uomini
| Pos. | Nome                        | Paese      | Nuoto    | Bici     | Corsa    | Totale   |
| ---- | --------------------------- | ---------- | -------- | -------- | -------- | -------- |
|      | Francisco Javier Gómez Noya | Spagna     | 00:17:38 | 01:07:10 | 00:29:36 | 01:55:51 |
|      | Mario Mola                  | Spagna     | 00:17:53 | 01:06:57 | 00:29:50 | 01:56:03 |
|      | João Silva                  | Portogallo | 00:17:41 | 01:07:14 | 00:30:12 | 01:56:22 |

Classifica completa

#### Élite donne
| Pos. | Nome           | Paese       | Nuoto    | Bici     | Corsa    | Totale   |
| ---- | -------------- | ----------- | -------- | -------- | -------- | -------- |
|      | Anne Haug      | Germania    | 00:20:04 | 01:13:11 | 00:33:47 | 02:08:20 |
|      | Maaike Caelers | Paesi Bassi | 00:19:31 | 01:13:40 | 00:33:46 | 02:08:23 |
|      | Felicity Abram | Australia   | 00:19:36 | 01:13:39 | 00:33:52 | 02:08:33 |

Classifica completa

### Risultati Serie 2 - San Diego

#### Élite uomini
| Pos. | Nome              | Paese       | Nuoto    | Bici     | Corsa    | Totale   |
| ---- | ----------------- | ----------- | -------- | -------- | -------- | -------- |
|      | Alistair Brownlee | Regno Unito | 00:16:06 | 01:00:07 | 00:29:30 | 01:47:16 |
|      | Richard Murray    | Sudafrica   | 00:16:53 | 00:59:25 | 00:29:50 | 01:47:38 |
|      | João Silva        | Portogallo  | 00:16:47 | 00:59:32 | 00:30:03 | 01:47:52 |

Classifica completa

#### Élite donne
| Pos. | Nome           | Paese       | Nuoto    | Bici     | Corsa    | Totale   |
| ---- | -------------- | ----------- | -------- | -------- | -------- | -------- |
|      | Gwen Jorgensen | Stati Uniti | 00:18:02 | 01:07:10 | 00:33:10 | 01:59:59 |
|      | Non Stanford   | Regno Unito | 00:18:04 | 01:07:02 | 00:33:20 | 02:00:03 |
|      | Emma Moffatt   | Australia   | 00:17:27 | 01:06:31 | 00:34:21 | 02:00:03 |

Classifica completa

### Risultati Serie 3 - Yokohama

#### Élite uomini
| Pos. | Nome                        | Paese       | Nuoto    | Bici     | Corsa    | Totale   |
| ---- | --------------------------- | ----------- | -------- | -------- | -------- | -------- |
|      | Jonathan Brownlee           | Regno Unito | 00:17:30 | 00:56:43 | 00:29:21 | 01:44:59 |
|      | Francisco Javier Gómez Noya | Spagna      | 00:17:42 | 00:56:37 | 00:29:46 | 01:45:23 |
|      | João Silva                  | Portogallo  | 00:17:34 | 00:56:42 | 00:30:39 | 01:46:16 |

Classifica completa

#### Élite donne
| Pos. | Nome           | Paese       | Nuoto    | Bici     | Corsa    | Totale   |
| ---- | -------------- | ----------- | -------- | -------- | -------- | -------- |
|      | Gwen Jorgensen | Stati Uniti | 00:19:18 | 01:03:30 | 00:32:44 | 01:57:05 |
|      | Emma Moffatt   | Australia   | 00:19:08 | 01:03:42 | 00:33:00 | 01:57:19 |
|      | Jodie Stimpson | Regno Unito | 00:19:16 | 01:03:31 | 00:33:05 | 01:57:20 |

Classifica completa

### Risultati Serie 4 - Madrid

#### Élite uomini
| Pos. | Nome                        | Paese       | Nuoto    | Bici     | Corsa    | Totale   |
| ---- | --------------------------- | ----------- | -------- | -------- | -------- | -------- |
|      | Jonathan Brownlee           | Regno Unito | 00:17:47 | 01:01:03 | 00:30:27 | 01:50:42 |
|      | Francisco Javier Gómez Noya | Spagna      | 00:17:48 | 01:01:07 | 00:31:16 | 01:51:32 |
|      | Ivan Vasil'ev               | Russia      | 00:17:45 | 01:01:05 | 00:31:44 | 01:52:02 |

Classifica completa

#### Élite donne
| Pos. | Nome           | Paese       | Nuoto    | Bici     | Corsa    | Totale   |
| ---- | -------------- | ----------- | -------- | -------- | -------- | -------- |
|      | Non Stanford   | Regno Unito | 00:19:27 | 01:09:15 | 00:34:29 | 02:04:39 |
|      | Anne Haug      | Germania    | 00:20:35 | 01:08:09 | 00:34:59 | 02:05:05 |
|      | Jodie Stimpson | Regno Unito | 00:19:23 | 01:09:16 | 00:35:05 | 02:05:14 |

Classifica completa

### Risultati Serie 5 - Kitzbühel

#### Élite uomini
| Pos. | Nome              | Paese       | Nuoto    | Bici     | Corsa    | Totale   |
| ---- | ----------------- | ----------- | -------- | -------- | -------- | -------- |
|      | Alistair Brownlee | Regno Unito | 00:08:59 | 00:35:31 | 00:09:38 | 00:55:23 |
|      | Mario Mola        | Spagna      | 00:09:14 | 00:36:19 | 00:09:18 | 00:56:00 |
|      | Sven Riederer     | Svizzera    | 00:09:19 | 00:36:25 | 00:09:49 | 00:56:46 |

Classifica completa

#### Élite donne
| Pos. | Nome           | Paese       | Nuoto    | Bici     | Corsa    | Totale   |
| ---- | -------------- | ----------- | -------- | -------- | -------- | -------- |
|      | Jodie Stimpson | Regno Unito | 00:09:51 | 00:41:47 | 00:10:30 | 01:03:22 |
|      | Emma Jackson   | Australia   | 00:09:56 | 00:42:23 | 00:10:36 | 01:04:21 |
|      | Anne Haug      | Germania    | 00:10:08 | 00:42:17 | 00:10:52 | 01:04:34 |

Classifica completa

### Risultati Serie 6 - Amburgo

#### Élite uomini
| Pos. | Nome                        | Paese       | Nuoto    | Bici     | Corsa    | Totale   |
| ---- | --------------------------- | ----------- | -------- | -------- | -------- | -------- |
|      | Jonathan Brownlee           | Regno Unito | 00:08:47 | 00:27:18 | 00:14:14 | 00:51:05 |
|      | Alistair Brownlee           | Regno Unito | 00:08:45 | 00:27:15 | 00:14:15 | 00:51:05 |
|      | Francisco Javier Gómez Noya | Spagna      | 00:08:52 | 00:27:14 | 00:14:23 | 00:51:14 |

Classifica completa

#### Élite donne
| Pos. | Nome           | Paese       | Nuoto    | Bici     | Corsa    | Totale   |
| ---- | -------------- | ----------- | -------- | -------- | -------- | -------- |
|      | Anne Haug      | Germania    | 00:10:18 | 00:30:09 | 00:16:05 | 00:57:21 |
|      | Non Stanford   | Regno Unito | 00:09:57 | 00:30:31 | 00:16:17 | 00:57:35 |
|      | Jodie Stimpson | Regno Unito | 00:09:50 | 00:30:35 | 00:16:19 | 00:57:36 |

Classifica completa

### Risultati Serie 7 - Stoccolma

#### Élite uomini
| Pos. | Nome                        | Paese       | Nuoto    | Bici     | Corsa    | Totale   |
| ---- | --------------------------- | ----------- | -------- | -------- | -------- | -------- |
|      | Alistair Brownlee           | Regno Unito | 00:18:39 | 00:53:36 | 00:29:09 | 01:43:13 |
|      | Francisco Javier Gómez Noya | Spagna      | 00:18:43 | 00:53:58 | 00:29:02 | 01:43:27 |
|      | Jonathan Brownlee           | Regno Unito | 00:18:37 | 00:53:57 | 00:29:27 | 01:43:50 |

Classifica completa

#### Élite donne
| Pos. | Nome           | Paese       | Nuoto    | Bici     | Corsa    | Totale   |
| ---- | -------------- | ----------- | -------- | -------- | -------- | -------- |
|      | Gwen Jorgensen | Stati Uniti | 00:20:38 | 01:01:17 | 00:00:32 | 01:55:31 |
|      | Non Stanford   | Regno Unito | 00:21:35 | 01:00:16 | 00:00:33 | 01:56:20 |
|      | Anne Haug      | Germania    | 00:21:42 | 01:00:15 | 00:00:34 | 01:56:45 |

Classifica completa